# Cowperia
Cowperia is een geslacht van vliesvleugeligen uit de familie Encyrtidae. De wetenschappelijke naam van dit geslacht is voor het eerst geldig gepubliceerd in 1919 door Girault.

## Soorten
Het geslacht Cowperia omvat de volgende soorten:
- Cowperia areolata (Walker, 1872)
- Cowperia indica (Kerrich, 1963)
- Cowperia punctata Girault, 1919
- Cowperia subnigra Li, 2008
- Cowperia sumatraensis (Kerrich, 1963)